# 田納西紅腹魚
田納西紅腹魚（学名：Chrosomus tennesseensis）为輻鰭魚綱鯉形目雅羅魚科的其中一種，被IUCN列為易危保育類動物，分布於北美洲美國田納西州東北部、維吉尼亞州西南部以及喬治亞州西北部的部分地區淡水流域，本魚有一條完整的側線，背部顏色從幾乎純橄欖色到大量黑色斑點，繁殖期雄魚有紅色的下側和腹部，在鰓蓋周圍、眶前區和背鰭基部亦為紅色，胸鰭、腹鰭和臀鰭黃色，胸部是黑色。亮銀色區域出現在背鰭、胸鰭和腹鰭的前基部，體長可達7.2公分，棲息於河源上游與小溪的湖、池塘、沼澤與水池，屬雜食性，以藻類及昆蟲幼蟲等為食，可做為觀賞魚。

## 扩展阅读
維基物種上的相關：田納西鱥
1. ↑  NatureServe. . The IUCN Red List of Threatened Species. 2013, 2013: e.T17065A15362565  [16 November 2021]. doi:10.2305/IUCN.UK.2013-1.RLTS.T17065A15362565.en .